# Битва на Південному Бузі
Битва на Південному Бузі мала місце неподалік від однойменної річки. Результатом битви була перемога болгар та печенігів, яка змусила мадяр назавжди покинути степ сучасної південної України (так звана країна Etelköz) і заснувати Угорське Королівство у Центральній Європі сто років потому.

## Передумови
У 894 році почалася війна між Болгарією і Візантійською Імперією у зв'язку з рішенням імператора перенести ринок для болгарських товарів з Константинополю до Салоніків, що призвело до більш високих податків на болгарські товари. У тому ж році Симеон I переміг візантійців поблизу Адріанополю, після чого візантійці звернулися до підкупу угорців напасти на Болгарію з північного сходу. У 895 мадяри перетнули Дунай і здобули перемогу над болгарами двічі. Цар Симеон І віддалився в Сілістру, захист якої зміг утримати. У 896 Симеон І переконав печенегів допомогти йому, і в той час як угорці билися з ними на сході, він і його батько Борис I, який покинув монастир з цієї нагоди, зібрав величезну армію і рушили до північно-східних кордонів країни[1].

## Битва
Симеон І наказав вчинити три дні посту, звернувся до війська, що солдати повинні покаятися за свої гріхи і звернутися за допомогою до Бога. Коли це було зроблено, почався бій. Це був довгий і надзвичайно жорстокий бій, але в кінці болгари та печеніги здобули перемогу.

## Наслідки
Перемога дозволила царю Симеону І відвести свої війська на південь, де він цілковито знищив візантійські війська у битві під Булгарофігоне (сучасне місто Бабаєскі) після чого узяв в облогу Константинополь. По тому був підписаний мир, який вирішував економічні питання на користь болгар і Візантія поступилася територію між горою Странджа гори і Чорним морем на користь Болгарії. Печеніги продовжували тіснити угорські племена на захід, де вони пізніше оселилися в межах сучасної Угорщини.